# 이기권
이기권(李基權, 1957년 9월 21일~)은 대한민국의 제5대 고용노동부 장관을 역임한 관료이다.

## 학력
- 광주고등학교 졸업
- 중앙대학교 행정학 학사
- 서울대학교 대학원 행정학 수료
- 중앙대학교 행정대학원 행정학 박사

## 경력
- 1981년 제25회 행정고시 합격
- 경제사회발전노사정위원회 운영국 국장
- 2004년 8월 노동부 공보관
- 2005년 4월 노동부 정책홍보관리실 홍보관리관
- 2005년 9월 노동부 광주고용노동청 청장
- 2007년 1월 노동부 고용정책본부 고용정책심의관
- 2008년 3월 노동부 근로기준국 국장
- 2009년 4월 노동부 서울지방노동위원회 위원장
- 2010년 7월 대통령실 고용노사비서관
- 2011년 3월 ~ 2011년 6월 경제사회발전노사정위원회 상임위원
- 2011년 6월 고용노동부 차관
- 2012년 8월 ~ 2014년 7월 제7대 한국기술교육대학교 총장
- 2014년 7월 16일 ~ 2017년 7월 24일 제5대 고용노동부 장관
- 2018년 3월 ~ 2021년 2월 인하대학교 초빙교수
- 2020년 8월 ~ 김앤장 법률사무소 고문
- 2021년 3월 ~ 삼성중공업 사외이사
- 삼성중공업 감사위원회 위원{\displaystyle }
- 2021년 3월 ~ 롯데글로벌로지스 사외이사
- 2021년 7월 ~ 삼성중공업 ESG 위원

| 전임 이채필 | 제2대 고용노동부 차관 2011년 6월 7일 ~ 2012년 6월 12일 | 후임 이재갑 |

| 전임 방하남 | 제5대 고용노동부 장관 2014년 7월 16일 ~ 2017년 7월 24일 | 후임 김영주 이성기(직무대리) |